# Texture10
『Texture10』は、Koji Nakamura/Nyantoraのアルバム。2016年12月28日にMeltintoより発売された。

## 解説
SUPERCARのフロントマンである中村弘二がKoji Nakamura/Nyantora両名義で制作しているCD-Rシリーズ「Texture」の第10弾。
中村のオンラインショップ「Meltinto」や、ライブ会場で販売されている。
ジャケットのスタンプの色は黄色、色紙は青。
2019年2月11日に収録曲全ての曲名が発表された。

## 収録曲
1. Spider Silk
2015年3月に既に存在していた楽曲。
2. Paradise
3. 666
4. SEQ3 bpm126
5. LoopG
6. Night Drive
7. Heaven
アルバム発売前にSoundCloudで期間限定で無料公開された。
8. Kite
アルバム発売前にSoundCloudで期間限定で無料公開された。
9. White Cooking
10. StigmA GOD Area
Texture09の「StigmA」の後半パートを再編集したもの。PVがYouTubeで公開されている。「Texture Web2」にも収録された。
11. Tokyo
2015年1月に音源がSoundCloudで公開されている。Texture Webにも収録された。

全作曲・編曲：中村弘二